# Kang I-seul
Kang I-seul (강이슬?; Samcheonpo, 5 aprile 1994) è una cestista sudcoreana.

## Carriera
Con la Corea del Sud ha disputato i Giochi olimpici di Tokyo 2020 e tre Campionati mondiali (2014, 2018, 2022).